# Haute-Lesse
La Haute-Lesse (Belgique) correspond à la région parcourue par la première partie de la Lesse, depuis sa source à Ochamps jusqu'à sa disparition dans le gouffre de Belvaux.  Elle correspond également à la partie ardennaise de la Lesse.

## Territoire
La Haute-Lesse recouvre cinq communes de la province de Luxembourg : Libin, Daverdisse, Wellin et Tellin (regroupées sous le label touristique de « Pays de Haute-Lesse ») et Paliseul.
Ces communes comprennent les villages suivants :
Anloy, Barzin, Beth, Bure, Carlsbourg, Chanly, Daverdisse, Fays-Famenne, Fays-les-Veneurs, Framont, Froidlieu, Gembes, Glaireuse, Grupont, Halma, Hautfays, Libin, Lomprez, Maissin, Merny, Neupont, Offagne, Ochamps, Opont, Our, Paliseul, Plainevaux, Porcheresse, Redu, Resteigne, Smuid, Sohier, Tellin, Transinne, Villance et Wellin.

## Notoriété
La Haute-Lesse a inspiré les poètes :

« Au milieu de ces bois désolés et sauvages

où ne vont qu'en tremblant même les hommes d'armes

je passe, moi sans peur, jamais rien ne m'alarme

Sauf le soleil d'amour à qui je rends hommage. »

— Pétrarque, Il Canzionere, 1333.